# Molière du créateur de costumes
Le Molière du créateur de costumes est une récompense théâtrale française décernée par l'association Les Molières depuis la première remise de prix le 23 mai 1987.

## Palmarès
- 1987 : Yannis Kokkos pour Madame de Sade
  - Patrice Cauchetier pour La Folle Journée ou le Mariage de Figaro
  - Sylvie Poulet pour Kean
  - Michel Dussarat pour Cabaret
- 1988 : Jacques Schmidt pour George Dandin
  - Yannis Kokkos pour Le Soulier de satin
  - Sylvie Poulet pour Kean
  - Loris Azzaro pour Le Secret
- 1989 : Jacques Schmidt pour Hamlet
  - Pierre Dios pour Ainsi va le monde
  - Dominique Borg pour Lorenzaccio
- 1990 : Patrice Cauchetier pour La Mère coupable ou l'Autre Tartuffe
  - Sylvie Poulet pour Cyrano de Bergerac
  - Michel Fresnay pour Un fil à la patte
- 1991 : Dominique Borg pour La Cerisaie
  - Catherine Leterrier pour La Dame de chez Maxim's (Marigny)
  - Patrice Cauchetier pour Les Fourberies de Scapin
- 1992 : Bernadette Villard et Nicolas Sire pour Célimène et le Cardinal
  - Pierre Dios pour L'Antichambre
  - Patrice Cauchetier pour Britannicus
  - Nathalie Thomas pour Les Atrides
  - Moidele Bickel pour Le Temps et la chambre
- 1993 : Nicole Galerne pour Légendes de la forêt viennoise
  - Catherine Gorne pour Lundi 8 heures
  - Dominique Borg pour Pygmalion
  - Dominique Louis pour Marie Tudor
- 1994 : Jean-Marc Stehlé pour Quisaitout et Grobêta
  - Sylvie Poulet pour Je m'appelais Marie-Antoinette
  - Françoise Tournafond pour Fous des folies
  - Louis Bercut pour La Volupté de l'honneur
- 1995 : Michel Dussarrat pour Chantecler
  - Jacques Schmidt, Emmanuel Peduzzi pour Occupe-toi d'Amélie
  - Catherine Gorne pour Les affaires sont les affaires
  - Nuno Corte-Real pour L'Allée du Roi
- 1996 : Christian Lacroix pour Phèdre
  - Yvonne Sassinot de Nesle pour Gertrud
  - Patrice Cauchetier pour L'Homme difficile
  - Bernadette Villard pour Un mari idéal
- 1997 : Dominique Borg pour Le Libertin
  - Pascale Bordet pour Accalmies passagères
  - Michel Dussarrat pour Le Bourgeois gentilhomme
  - Christine Rabot-Pinson pour Les Jumeaux vénitiens
  - Gabriel du Rivau pour Le Passe-muraille
- 1998 : Jean-Marc Stehlé pour Le Roi Cerf
  - Pascale Bordet pour Château en Suède
  - Michel Dussarrat pour Cyrano de Bergerac
  - Mine Barral-Vergez pour Horace
- 1999 : Pascale Bordet pour Mademoiselle Else
  - Alain Chambon pour Le Revizor
  - Emmanuel Peduzzi pour Le Bel Air de Londres
  - Christine Rabot Pinson pour L'Atelier
  - Bernadette Villard pour Frédérick ou le boulevard du crime
- 2000 : Chloé Obolensky pour Peines de cœur d'une chatte française
  - Patrick Dutertre pour Amorphe d'Ottenburg
  - Marie-Hélène Bouvet, Nathalie Thomas, Ysabel de Maisonneuve, Annie Tran pour Tambours sur la digue
  - Pascale Bordet pour Un fil à la patte
- 2001 : Ezio Toffolutti pour Le Cercle de craie caucasien
  - Pascale Bordet pour Monsieur chasse !
  - Dominique Borg pour La Dame aux camélias
  - Véronique Seymat pour  Beckett ou l'honneur de Dieu
- 2002 : Pascale Bordet pour Le Dindon
  - Catherine Gorne pour La Boutique au coin de la rue
  - Emmanuel Peduzzi pour Madame Sans Gêne
  - Ezio Toffolutti pour Ruy Blas
- 2003 : Christian Gasc pour L'Éventail de Lady Windermere
  - Bernadette Villard pour Sarah
  - Anne Brault pour État critique
  - Elsa Pavanel pour Mangeront-ils ?
- 2004 : Moidele Bickel pour Fables de La Fontaine
  - Pascale Bordet, pour Créatures
  - Nathalie Lecoultre, pour L'Hiver sous la table
  - Bernadette Villard, pour Signé Dumas
- 2005 : Alain Chambon pour Le Menteur
  - Pascale Bordet pour La Locandiera
  - Juliette Cilanaud pour Musée haut, musée bas
  - Stéphane Rolland pour Amadeus
- 2006 : Victoria Chaplin Thierrée pour La Symphonie du hanneton
  - Pascale Bordet pour Le Bourgeois gentilhomme
  - Michel Fresnay pour Pygmalion
  - Stéphane Rolland pour Amadeus
- 2007 : Christian Lacroix pour Cyrano de Bergerac
  - Dominique Borg pour Marie Stuart
  - Emmylou Latour pour Cabaret
  - Emmanuel Peduzzi pour L'Importance d'être Constant
- 2008 : Julie Taymor pour Le Roi lion
  - Moidele Bickel pour La Seconde Surprise de l'amour
  - Pascale Bordet pour Victor ou les enfants au pouvoir
  - Patrice Cauchetier pour L'Hôtel du libre échange
  - Florence Sadaune pour Le Cid
- 2009 : Claire Risterucci pour Madame de Sade
  - Claire Belloc pour Le Diable rouge
  - Emmanuel Peduzzi pour Les Deux Canards
  - Thibault Vancraenenbroeck pour Tartuffe
- 2010 : Nathalie Thomas, Marie-Hélène Bouvet, Annie Tran pour Les Naufragés du Fol Espoir
  - Pascale Bordet pour Colombe
  - Patrice Cauchetier pour La Cerisaie
  - Michel Dussarrat pour La Nuit des rois
- 2011 : Jean-Daniel Vuillermoz pour Henri IV, le bien-aimé
  - David Belugou pour Nono
  - Vanessa Sannino pour Un fil à la patte
  - Françoise Tournafond pour Les Oiseaux